# Triomf
Triomf es una película del año 2008.

## Sinopsis
En vísperas de las elecciones de la nueva democracia sudafricana, el país está inquieto. En Triomf, un barrio de blancos pobres construido sobre las ruinas de la legendaria Sophiatown, la familia Benade forma parte de la clase blanca marginada, pocas veces mostrada en el cine sudafricano. El padre, la madre, el niño retrasado y el tío Treppie comparten una casa decrépita y en total promiscuidad. Preocupados por los resultados de las elecciones, planean huir al norte del país.

## Premios
- Durban International Film Festival 2008 (Sudáfrica).